# 索馬利蘭駐外機構列表

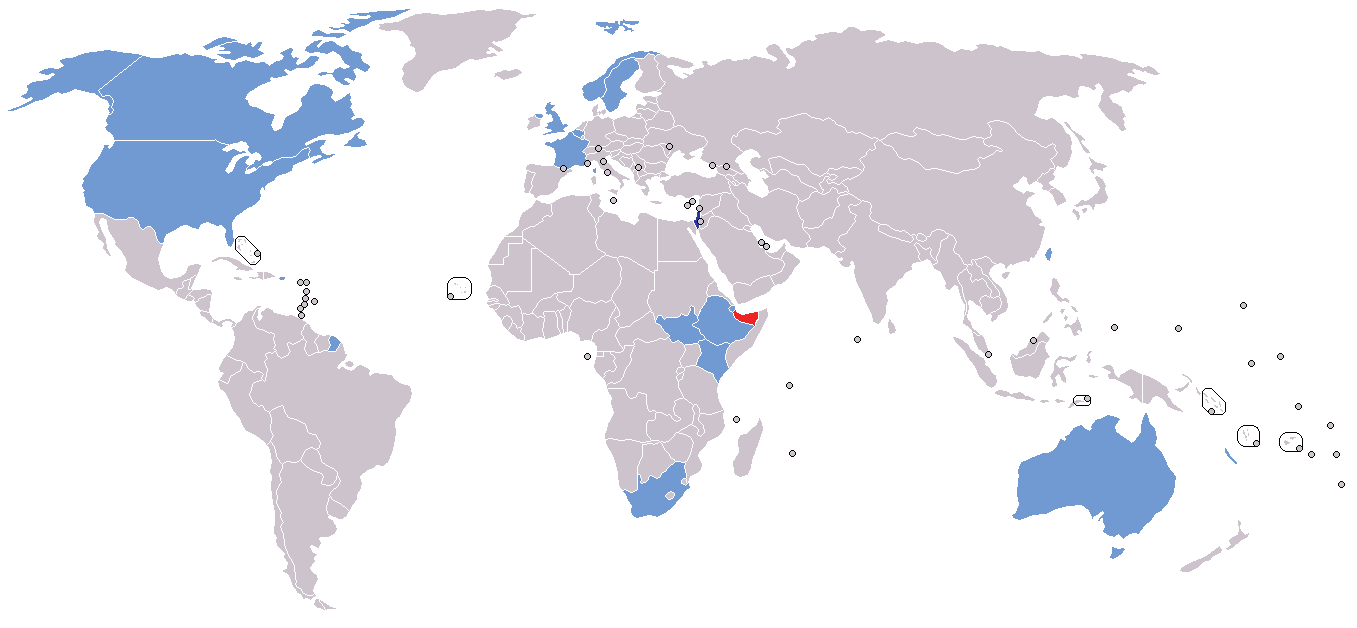
設有索馬利蘭駐外機構之國家分布
索馬利蘭
設有索馬利蘭駐外代表處之國家

索馬利蘭駐外機構列表列出了索马里兰在各國的代表處。索馬利蘭是一個事实上独立的共和国， 但没有得到任何一个联合国成员国和国际组织的承认。绝大多数国家承認索馬利蘭為索马里共和国的一部分。

## 非洲
- - 吉布地市（代表處）[2]
- 埃及
  - 开罗（代表處，即將啟用）[2]
- 衣索比亞
  - 亚的斯亚贝巴（代表處）[3][2]
- - 奈洛比（代表處）[4]
- 南蘇丹
  - 朱巴（代表處）[2]
- 坦桑尼亚
  - 多多马（代表處）[2]

## 美洲
- 加拿大
  - 渥太華（代表處）[2]
- 美国
  - 华盛顿哥伦比亚特区（代表處）[2]

## 亞洲
- 沙烏地阿拉伯
  - 利雅德（代表處）[2]
- 中華民國
  - 臺北市（代表處）[5][6]
- 阿联酋
  - 阿布扎比（代表處）[2]
- 葉門
  - 萨那（代表處）[2]

## 歐洲
- 比利时
  - 布鲁塞尔（代表處）[2]
- 法國
  - 巴黎（代表處）[7]
- 荷蘭
  - 阿姆斯特丹（代表處）[2]
- 挪威
  - 奥斯陆（代表處）[2]
- 瑞典
  - 斯德哥尔摩（代表處）[8]
- 土耳其
  - 安卡拉（代表處）[2]
- 英国
  - 伦敦（代表處）[2]

## 大洋洲
- - 堪培拉（代表處）[2]

## 外部連結
- Somaliland Government （页面存档备份，存于）